# Huest
Huest ist eine französische Gemeinde mit 776 Einwohnern (Stand 1. Januar 2022) im Département Eure in der Region Normandie (vor 2016 Haute-Normandie). Sie gehört zum Arrondissement Évreux und zum Kanton Évreux-3. Die Einwohner werden Huestois und Huestoises genannt.

## Geografie
Huest liegt im Osten des Départements Eure, etwa zehn Kilometer ostnordöstlich des Stadtzentrums von Évreux. Umgeben wird Huest von den Nachbargemeinden Sassey im Norden und Nordosten, Gauciel im Osten, Le Vieil-Évreux im Süden, Fauville im Südwesten und Westen, Évreux im Westen sowie Gravigny im Westen und Nordwesten.
Im Gemeindegebiet liegt die Luftwaffenbasis 105 (Base aeriénne 105 Évreux-Fauville).

## Bevölkerungsentwicklung
| Jahr                       | 1962 | 1968 | 1975 | 1982 | 1990 | 1999 | 2006 | 2019 |
| Einwohner                  | 185  | 231  | 547  | 651  | 581  | 606  | 656  | 785  |
| Quellen: Cassini und INSEE |      |      |      |      |      |      |      |      |

## Sehenswürdigkeiten
- Kirche Saint-Pierre aus dem 19. Jahrhundert
- Portal des früheren Klosters Sainte-Cécile

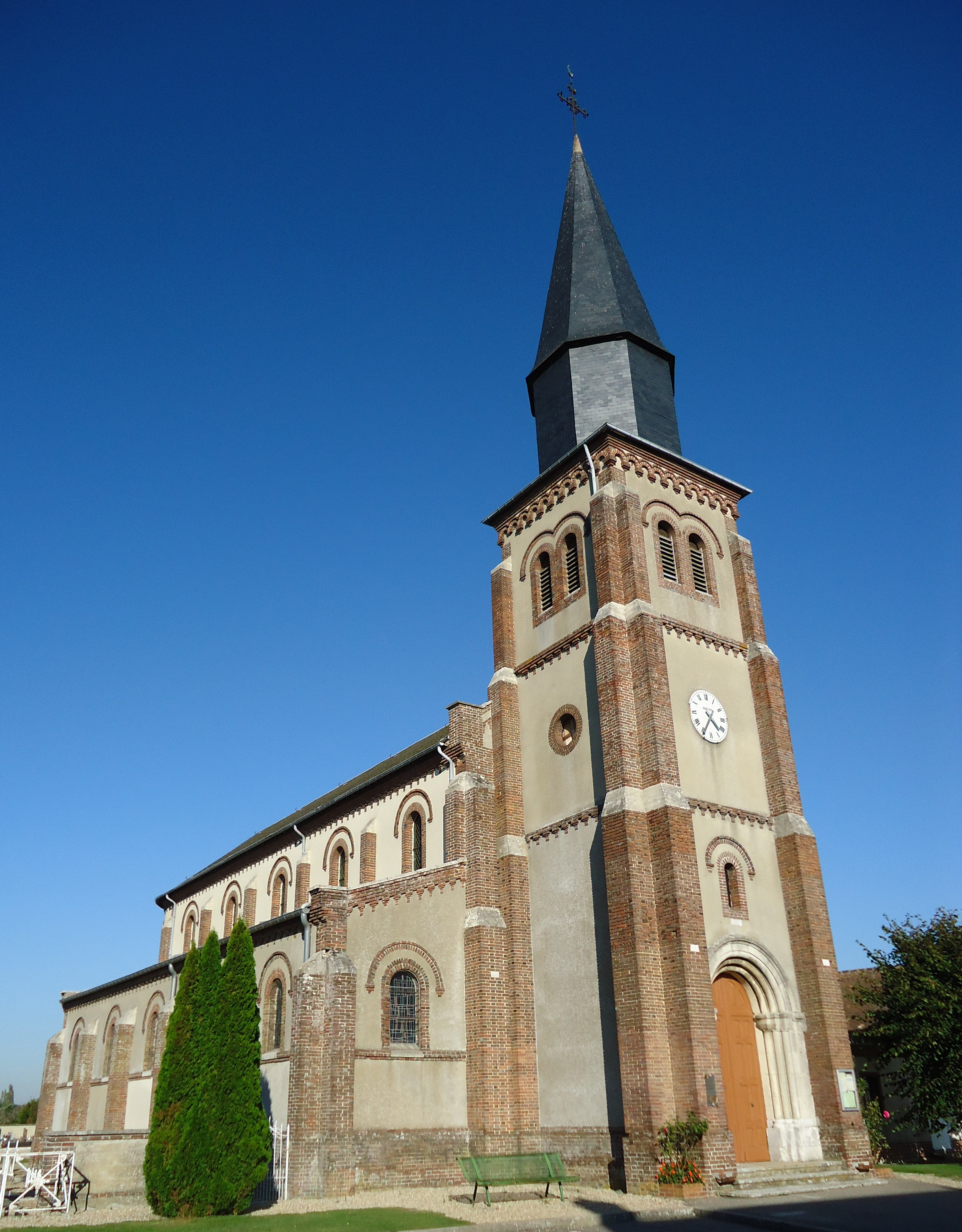
Kirche Saint-Pierre
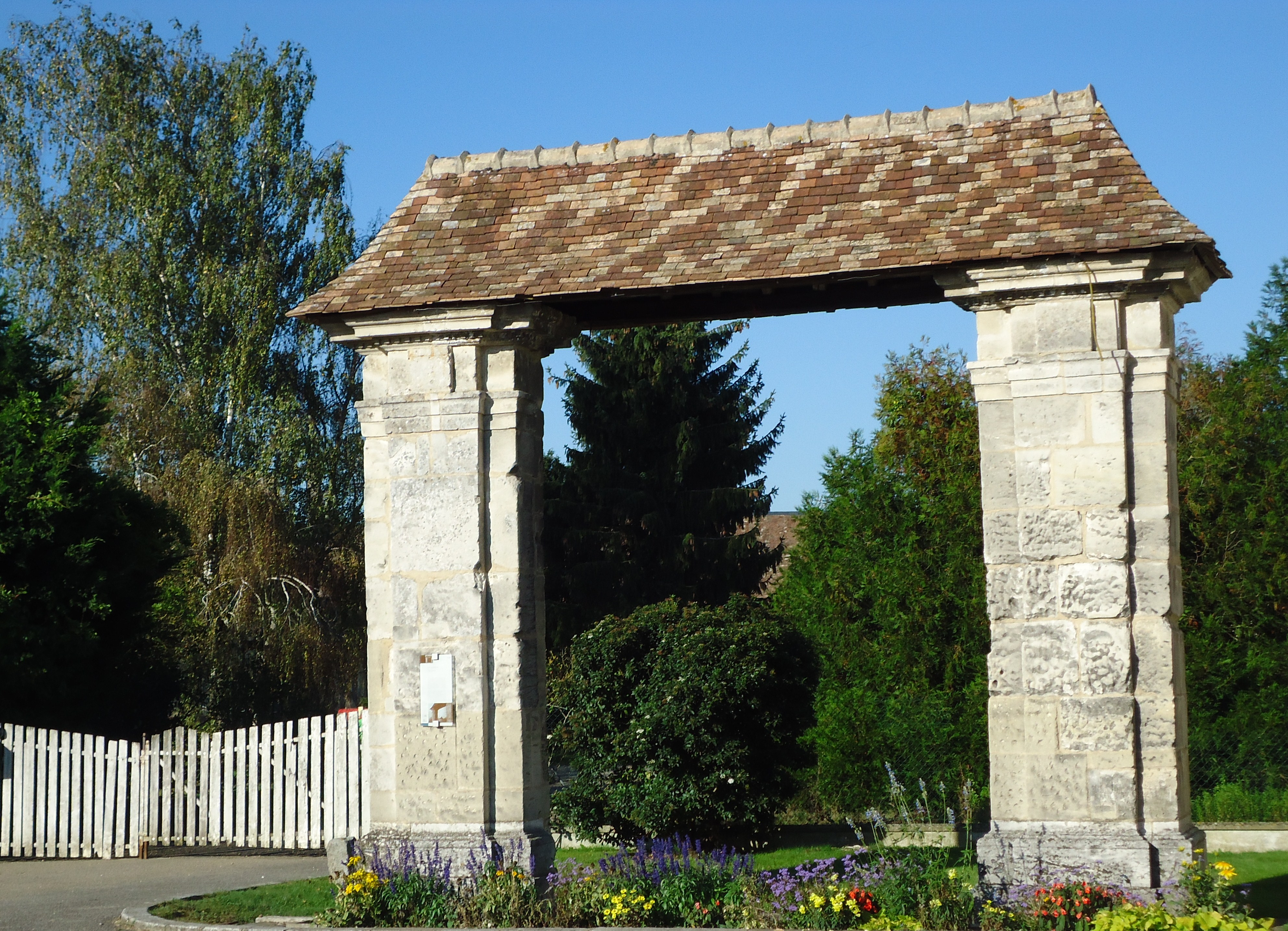
Portal des früheren Klosters, heutiges Landgut

## Persönlichkeiten
- Alexandra Ledermann (* 1969), französische Springreiterin, Europameisterin (1999); ihr Gestüt befindet sich in Huest